# Luke Sellars
Luke Sellars (* 21. Mai 1981 in Toronto, Ontario) ist ein ehemaliger kanadischer Eishockeyspieler, der im Verlauf seiner aktiven Karriere zwischen 1998 und 2010 hauptsächlich in der American Hockey League (AHL) und East Coast Hockey League (ECHL) auf der Position des Verteidigers gespielt hat. Darüber hinaus absolvierte Sellars eine Partie für die Atlanta Thrashers in der National Hockey League (NHL) und war kurzzeitig bei den Iserlohn Roosters in der Deutschen Eishockey Liga (DEL) aktiv.

## Karriere
Luke Sellars Karriere begann 1998 in der kanadischen Juniorenliga Ontario Hockey League bei den Ottawa 67’s. Die Atlanta Thrashers aus der National Hockey League sicherten sich die Rechte an Sellars beim NHL Entry Draft 1999 in der zweiten Runde an 30. Stelle. Im Jahr 2002 unterschrieb er dort seinen ersten Profivertrag. Über Atlantas Farmteams Greenville Grrrowl aus der East Coast Hockey League (ECHL) und Chicago Wolves aus der American Hockey League (AHL) konnte sich Sellars bis in das NHL-Team vorarbeiten, absolvierte für die Thrashers aber nur ein Spiel. Die beiden folgenden Jahre absolvierte Sellars hauptsächlich bei den Chicago Wolves.
Wegen persönlicher Probleme setzte er die Saison 2004/05 vollständig aus und startete anschließend eine Fortsetzung seiner Karriere bei den Danbury Trashers in der United Hockey League (UHL). Die Spielzeit 2006/07 verbrachte Sellars bei den Rødovre Mighty Bulls in der ersten dänischen Liga. Dort erzielte er in insgesamt 29 Spielen acht Tore und gab 15 Vorlagen. Außerdem sammelte er 252 Strafminuten. Den Anfang der Saison 2007/08 spielte er bei den Iserlohn Roosters in der Deutschen Eishockey Liga (DEL), nachdem er sich während eines Probetrainings für einen Vertrag hatte empfehlen können. Am 2. Oktober 2007 wurde bekannt, dass der Verein sich gezwungen sah, ihn aus disziplinarischen Gründen fristlos zu entlassen. Danach wechselte er in die slowakische Extraliga zum MHC Martin. Nach nur zwei Spielen wechselte der Kanadier Anfang 2008 zum HC Innsbruck nach Österreich und spielte dort die restliche Saison. In der Saison 2008/09 stand der Verteidiger für Jokipojat Joensuu aus der finnischen Mestis auf dem Eis. Die darauffolgende Spielzeit verbrachte der Linksschütze bei den Texas Brahmas aus der Central Hockey League (CHL). Anschließend beendete er seine aktive Karriere im Alter von 29 Jahren.

## Erfolge und Auszeichnungen
| - 1999 Teilnahme am CHL Top Prospects Game - 1999 Memorial-Cup-Gewinn mit Ottawa 67’s - 1999 OHL First All-Rookie Team | - 1999 CHL All-Rookie Team - 2001 J.-Ross-Robertson-Cup-Gewinn mit Ottawa 67’s - 2002 Kelly-Cup-Gewinn mit Greenville Grrrowl |

## Karrierestatistik
(Legende zur Spielerstatistik: Sp oder GP = absolvierte Spiele; T oder G = erzielte Tore; V oder A = erzielte Assists; Pkt oder Pts = erzielte Scorerpunkte; SM oder PIM = erhaltene Strafminuten; +/− = Plus/Minus-Bilanz; PP = erzielte Überzahltore; SH = erzielte Unterzahltore; GW = erzielte Siegtore; 1 Play-downs/Relegation; Kursiv: Statistik nicht vollständig)